# Ronde van Campanië
De Ronde van Campanië (Italiaans: Giro di Campania) was een Italiaanse wielerkoers. De koers werd in 1911 opgericht als etappekoers, maar na de tweede editie werd dit al gewijzigd naar een eendagskoers, met uitzondering van de edities 1929, 1931 en 1938. In 1977 werd de wedstrijd verreden als Italiaans kampioenschap op de weg.
Rik Van Linden was de eerste Belg, en tevens eerste niet-Italiaan, die de koers won, in 1976. Na hem volgde nog Roger De Vlaeminck in 1984. Sindsdien wisten er geen Belgen meer te winnen. Geen enkele Nederlandse wielrenner heeft de koers op zijn naam kunnen schrijven.

## Lijst van winnaars

### Meervoudige winnaars
| Overwinningen | Renner              | Land   | Jaren            |
| ------------- | ------------------- | ------ | ---------------- |
| 3             | Learco Guerra       | Italië | 1932, 1934, 1935 |
| 2             | Leonida Frascarelli | Italië | 1926, 1929       |
| 2             | Gino Bartali        | Italië | 1940, 1945       |
| 2             | Fausto Coppi        | Italië | 1954, 1955       |
| 2             | Franco Bitossi      | Italië | 1970, 1972       |
| 2             | Giuseppe Saronni    | Italië | 1978, 1980       |
| 2             | Francesco Moser     | Italië | 1982, 1983       |

### Overwinningen per land
| Overwinningen | Land                              |
| ------------- | --------------------------------- |
| 59            | Italië                            |
| 2             | België                            |
| 1             | Bondsrepubliek Duitsland, Rusland |

1911 · 1912 · 1913 · 1914 - 1920 · 1921 · 1922 · 1923 - 1925 · 1926 · 1927 1928 · 1929 · 1930 · 1931 · 1932 · 1933 · 1934 · 1935 · 1936 · 1937 · 1938 · 1939 · 1940 · 1941 · 1942 · 1943 · 1944 · 1945 ·  1946 · 1947 · 1947 · 1948 · 1949 · 1950 · 1951 · 1952 · 1953 · 1954 · 1955 · 1956 · 1957 · 1958 · 1959 · 1960 · 1961 · 1962 · 1963 · 1964 · 1965 · 1966 · 1967 · 1968 · 1969 · 1970 · 1971 · 1972 · 1973 · 1974 · 1975 · 1976 · 1977 · 1978 · 1979 · 1980 · 1981 · 1982 · 1983 · 1984 · 1985 · 1986 · 1987 · 1988 · 1989 · 1990 · 1991 · 1992 · 1993 · 1994 · 1995 · 1996 · 1997 · 1998 · 1999 · 2000 · 2001